# Marcus Tulio Tanaka
Marcus Tulio Tanaka (n. 24 aprilie 1981) este un fotbalist japonez.

## Statistici
| Japonia | Japonia | Japonia |
| An      | Meciuri | Goluri  |
| ------- | ------- | ------- |
| 2006    | 5       | 1       |
| 2007    | 4       | 1       |
| 2008    | 10      | 2       |
| 2009    | 13      | 2       |
| 2010    | 11      | 2       |
| Total   | 43      | 8       |